# Lochiel Lake Provincial Park
Lochiel Lake Provincial Park är en park i Kanada.   Den ligger i provinsen Nova Scotia, i den östra delen av landet, 1 100 km öster om huvudstaden Ottawa. Lochiel Lake Provincial Park ligger 36 meter över havet. Den ligger vid sjön Lochiel Lake.
Terrängen runt Lochiel Lake Provincial Park är huvudsakligen platt. Lochiel Lake Provincial Park ligger nere i en dal. Trakten runt Lochiel Lake Provincial Park är nära nog obefolkad, med mindre än två invånare per kvadratkilometer.. 
I omgivningarna runt Lochiel Lake Provincial Park växer i huvudsak blandskog.